# Louis Figuier
Guillaume Louis Figuier, född den 15 februari 1819 i Montpellier, död den 8 november 1894 i Paris, var en fransk vetenskapsman och skriftställare. Han var gift med Juliette Figuier. 
Figuier blev 1846 professor vid L'école de pharmacie i Montpellier och 1853 vid L'école de pharmacie i Paris. Sedan han vunnit ett namn genom artiklar i Revue scientifique och Journal de pharmacie, blev han 1855 redaktör för den vetenskapliga följetongen i La Presse och erhöll sedermera samma befattning i La France. Han försökte sig även som dramatiker. Från 1856 utgav han L'année scientifique et industrielle, en årsbok, som vann stor spridning och framkallade en rad liknande företag.
Bland hans många arbeten märks Exposition et histoire des principales découvertes scientifiques modernes (4 band, 1851–1853, 6:e upplagan 1862; svensk översättning under namnet "Sednare tiders vigtigaste vetenskapliga upptäckter och uppfinningar", 1853–1856), Histoire du merveilleux dans les temps modernes (4 band, 1859–1862), L'alchimie et les alchimistes (1854; 3:e upplagan 1860) och La terre avant le déluge (1862; "Jorden före syndafloden", 1868).
Därtill kommer Vies des savants illustres depuis l'antiquité jusqu'au XIX:e siécle (5 band, 1865–1872; 2:a upplagan 1875), Les merveilles de la science (5 band, 1867–1891) och Le lendemain de la mort etc. (1872, 10:e upplagan 1894; "Efter döden, eller det kommande lifvet i enlighet med vetenskapen", 1876), en vetenskaplig teori rörande själarnas förflyttning till andra planeter, det av Franska akademien prisbelönta Les nouvelles conquétes de la science (4 band, 1883–1885) och Les mystéres de la science (2 band, 1887).